# Limnesia fulgida
Limnesia fulgida är en kvalsterart som beskrevs av Koch 1836. Limnesia fulgida ingår i släktet Limnesia och familjen Limnesiidae. Inga underarter finns listade i Catalogue of Life.